# Kärntner Bauernbund
Der 1886 gegründete Kärntner Bauernbund (KBB) trat in seiner wechselvollen Geschichte als Lobbyverein, Partei und Standesvertretung auf, ehe er 1938 im Reichsnährstand aufging. Seit seiner Wiedergründung 1946 ist er als Teil des Österreichischen Bauernbundes eine Teilorganisation der ÖVP.

## Geschichte
Hauptquelle: 
Der Kärntner Bauernbund wurde am 2. März 1886 auf Initiative des Grafensteiner Bürgermeisters Josef Seebacher im dortigen Gasthaus Leitgeb (heute: Kulterer⊙) gegründet. Erster Vorsitzender wurde sein Bruder und Viktringer Bürgermeister Johann Seebacher. Er stand ausdrücklich Bauern beider Volksgruppen offen. In der Rechtsform eines Vereines trat er für die Interessen des Bauernstandes ein. Die mit ihren Vorgängern bis 1883 zurückreichende Allgemeine Bauernzeitung wurde zum Vereinsorgan.
Spätestens mit der Wahl zur Konstituierenden Nationalversammlung trat er auch als Partei auf und suchte seine Allianzen bei (für damalige Verhältnisse) gemäßigt deutschnationalen Parteien. Im späten Ersten Weltkrieg unter dem Vorsitzenden Vinzenz Schumy und in der frühen Ersten Republik auf Betreiben von Landeshauptmann Florian Gröger (SPÖ) erfuhr der Bund eine erhebliche Umorganisation und Aufwertung zu einer Vertretung der gesamten Landbevölkerung. In diesem Zuge erfolgte die Umbenennung in Kärntner Landbund und Integration in den Österreichischen Landbund. 1927 erzielte der Landbund seine besten Wahlergebnisse: Er entsandte zwölf Abgeordnete in den 14. Kärntner Landtag sowie drei Abgeordnete in den III. Österreichischen Nationalrat.
Mit Beginn des Ständestaates wurde von der Regierung unter Engelbert Dollfuß ein neuer Kärntner Bauernbund als Standesvertretung eingerichtet und der Landbund, dessen Einfluss nach der sogenannten Selbstausschaltung des Parlamentes erodiert war, schloss sich diesem an. Vorsitzender war in dieser Phase Ferdinand Graf. Nach dem „Anschluss“ wurden die österreichischen Bauernbünde in den Reichsnährstand überführt.
Nach dem Zweiten Weltkrieg erfolgte 1946 eine Neugründung mit Übernahme des Namens, des Presseorgans und der Vereinssymbolik, diesmal als ÖVP-Teilorganisation und Fraktion in der Landwirtschaftskammer. Diese Phase wurde durch Obmann Hans Ferlitsch geprägt. Ab 1955 wurde ein ehemaliges Hotel als Haus der Bauern adaptiert. Ebenfalls ab 1955 entwickelte sich Herbert Tropper für Jahrzehnte zu einer einflussreichen Persönlichkeit, ohne dem Bund jemals vorzustehen. In den Siebzigerjahren stellte sich erhebliche Opposition zu den Kreisky-Regierungen ein, deren Einfluss als dirigistisch und den Interessen der Bauern entgegengestellt empfunden wurde. Postwendend erzielte der Kärntner Bauernbund mit Obmann Valentin Deutschmann bei der Kammerwahl 1976 sein bestes Ergebnis der Geschichte. 1978–1982 wurde das Haus der Bauern durch einen Neubau ersetzt.

## Präsidenten
- 1946 Hermann Gruber
- 1946 – 1960 Hans Ferlitsch
- 1960 – 1964 Stefan Sodat
- 1964 – 1970 Herbert Bacher
- 1970 – 1988 Valentin Deutschmann
- 1988 – 1991 Johann Ramsbacher
- 1991 – nach 1998 Walfried Wutscher

## Belege
1. 1 2  GESCHICHTE - Kärntner Bauernbund. In: kaerntner-bauernbund.at. Abgerufen am 14. Oktober 2023.
2. ↑  100 Jahre Österreichischer Bauernbund. Die schwierigen Anfangsjahre bis 1945 – Bauernzeitung. In: bauernzeitung.at. Abgerufen am 14. Oktober 2023.
3. ↑  eingeschränkte Vorschau in der Google-Buchsuche